# ヘルクレス座72番星
ヘルクレス座72番星（ヘルクレスざ72ばんせい、72 Herculis、72 Her）あるいはヘルクレス座w星（w Herculis、w Her）は、ヘルクレス座の恒星である。見かけの等級は5.38と、辛うじて肉眼でもみえる明るさである。年周視差に基づいて計算した太陽からの距離は、約47.6光年である。

## 特徴
| 太陽 | ヘルクレス座72番星 |
| ---- | ------------------ |
| 太陽 | Exoplanet          |

ヘルクレス座72番星は、太陽と似たG型主系列星で、スペクトル型はG0 Vに分類される。質量は太陽の8割から9割、半径は太陽より1割程度大きいとみられる。表面の有効温度は約5,700K、光度は太陽より2割程度大きいと見積もられている。金属量は太陽よりもだいぶ少なく、水素を基準とした鉄の存在量（[Fe/H]）では-0.37とされ、太陽の4割程度しか存在しないことになる。年齢は太陽より古いとされ、等年齢線分析に基づけば137億年と、宇宙年齢に近い古い恒星と推定される。
ヘルクレス座72番星は、金属量が少ないこと以外は太陽とよく似た特徴を持ち、距離も近いので、ローウェル天文台による同一観測装置で太陽と太陽型星を長期間監視する計画“Solar-Stellar Spectrograph”の最優先目標の1つとなっている。彩層のカルシウム放射（H・K線）に基づく恒星の活動性の評価は、太陽よりも低調であり、現代の太陽の活動が最も低下したときと同水準である。
ヘルクレス座72番星は、1918年にデンマークの天文学者ラウによって、変光星ではないかとされたが、ラウ自身、観測誤差かもしれないと言及しており、確定した変光星ではなく新しい変光星候補にとどまっている。
ヘルクレス座72番星は、重星カタログに「伴星」が収録されているが、その中でも顕著な、5分角離れた位置にある10等星は、相対的な運動の分析から見かけだけの関係であることがわかっており、ヘルクレス座72番星は単独星であるとみられている。また太陽系外惑星は、2010年時点でヘルクレス座72番星の周囲から検出されていない。